# Стамболчич
Стамболчич (на сръбски: Стамболчић) е село в Босна и Херцеговина, разположено в община Пале, в ентитета на Република Сръбска. Населението му според преброяването през 2013 г. е 48 души, от тях: 46 (95,83 %) сърби, 1 (2,08 %) бошняк и 1 (2,08 %) неизвестен.

## Население
Численост на населението според преброяванията през годините:
- 1961 – 117 души
- 1971 – 82 души
- 1981 – 99 души
- 1991 – 74 души
- 2013 – 48 души